# 2S1 Gvozdika
2S1 Gvozdika (rysk. "nejlika") är en 122 mm rysk amfibisk bandhaubits. Vagnen går även under beteckningen M1974, då den först observerades av NATO detta år. Systemet används inte bara i stort antal av Ryssland, utan har också blivit en stor exportframgång. Bland annat den finska armén använder haubitsen.

## Utveckling

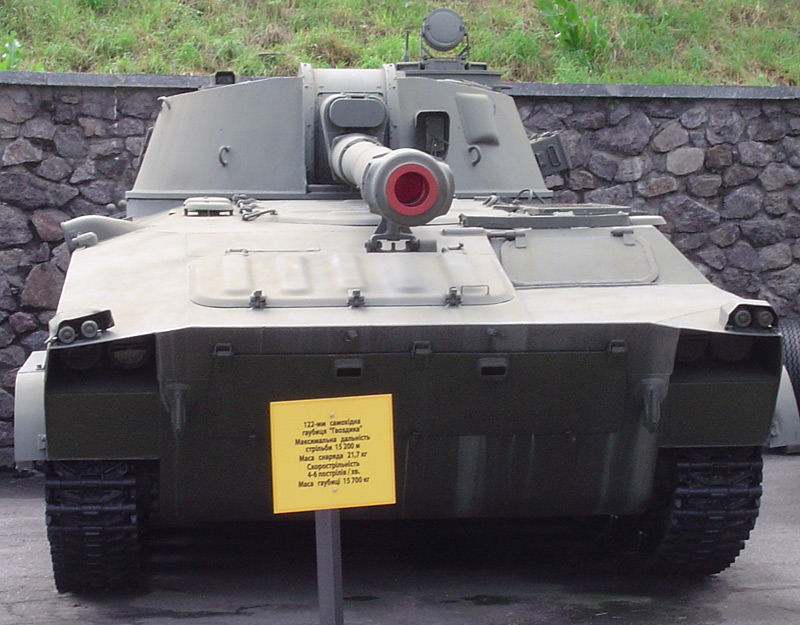
Bandhaubits 2S1

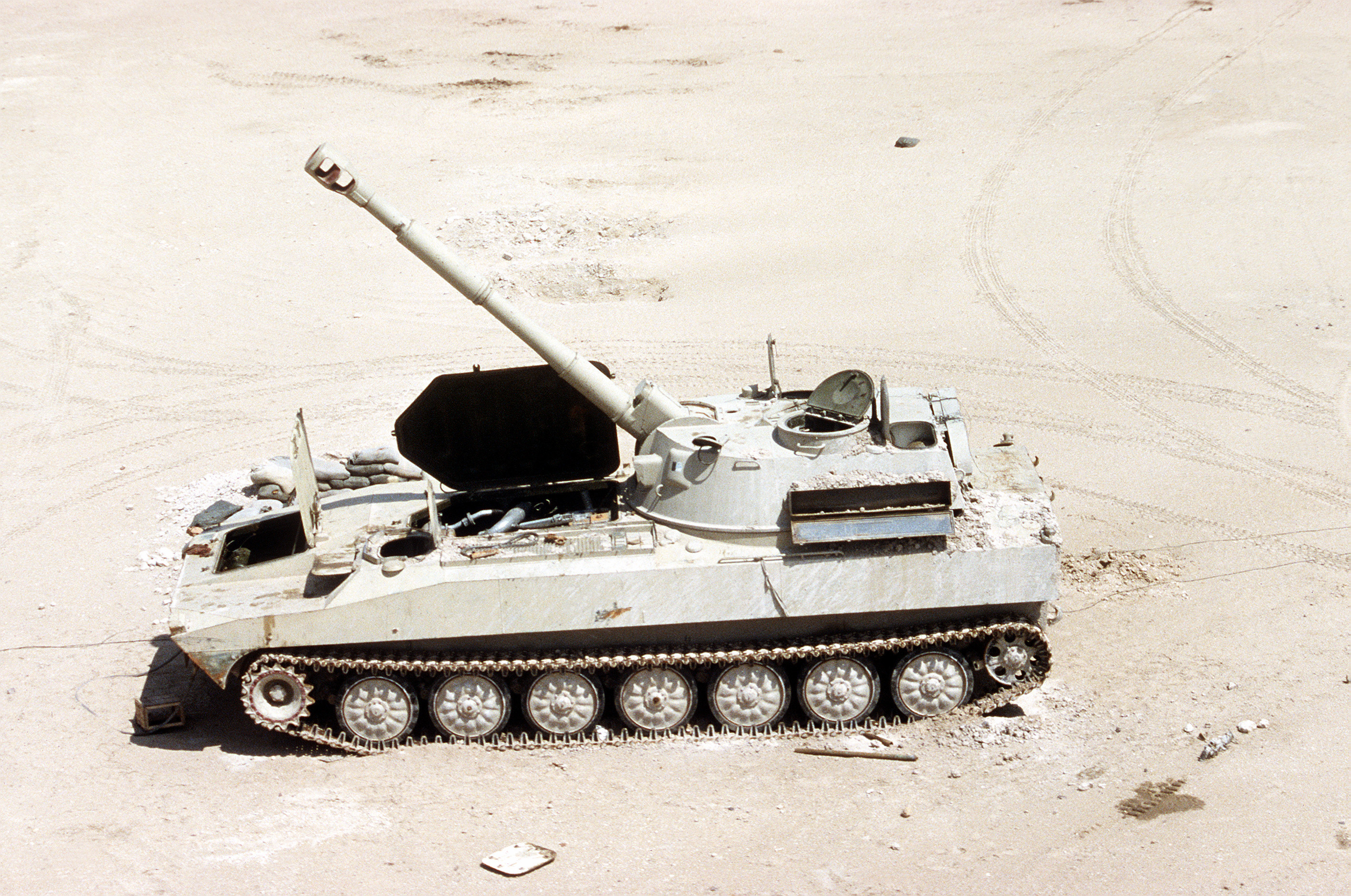
Irakisk Gvozdika övergiven under Operation Desert Storm.

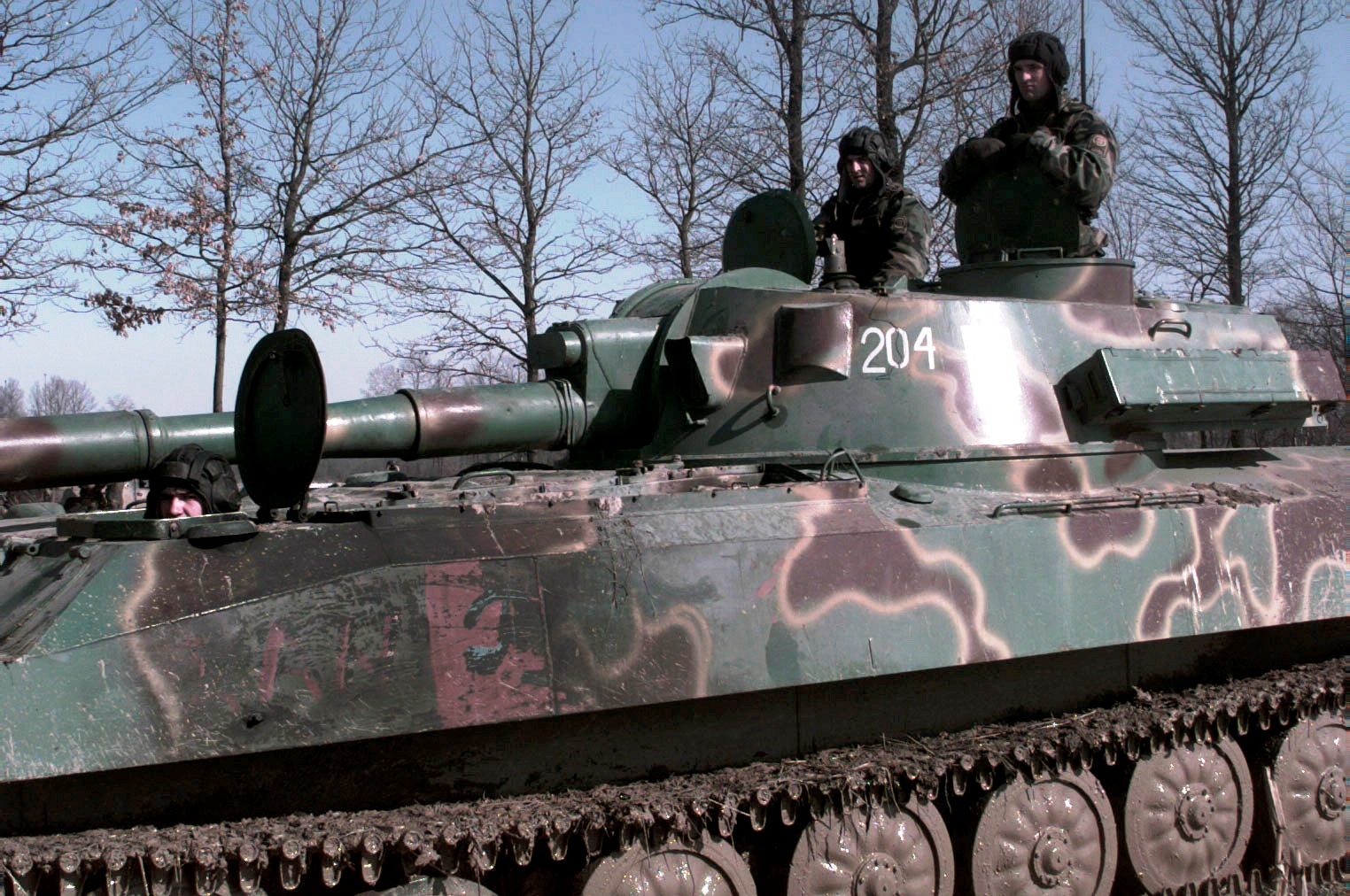
En serbisk Gvozdika erövrad av kroatiska HVO under Bosnienkriget.

Röda armén hade använt ett antal olika bandartilleripjäser under andra världskriget, i första hand för pansarvärnsuppgifter samt för infanteriunderstöd. Efter kriget satsade man i första hand på dragna pjäser, då de var billigare och enklare i underhåll, vilket gav fler eldrör för samma pris. Självgående pjäser har däremot fördelar då de erbjuder ett visst skydd, har bättre terrängframkomlighet och möjlighet till snabbare gruppering. Speciellt i mekaniserade förband var det ett problem att stridsvagnarna kunde "åka ifrån" sitt artilleriunderstöd.
År 1972 togs därför 2S1 Gvodzika i bruk av Polen och Sovjetunionen och 1974 visades den första gången officiellt upp under en militärparad. Vagnen har också licenstillverkats i Polen och Bulgarien.

## Egenskaper
Vagnens chassi bygger på MT-LB, och har vad som blivit den traditionella designen för bandartilleri, med motorn, transmissionen och förare fram och ett täckt torn monterat bak. Det nioaxlade bandstället är försett med sju bärhjul, ett spännhjul och ett drivhjul. Några stödrullar används inte. I normala fall används 400 mm breda band, men i mjuk terräng (exempelvis snö eller sumpmark) så kan bredare 670 mm band användas. Vagnen är helt amfibisk, och drivs i vattnet av larvbanden.
Vagnen är byggd mycket lätt, och har endast klent pansarskydd. Detta ger fördelar vad gäller terrängframkomlighet, fart och räckvidd, samt förenklar transporter de gånger vagnen flyttas längre sträckor. Fullständigt NBC-skydd är dock standard.
Föraren sitter framme till vänster i vagnen, och har motorn på sin högra sida. I tornet finns de övriga besättningsmedlemmarna, vagnchefen, laddaren och riktaren. Vagnchefen och riktaren använder periskop för att se ut och rikta pjäsen, medan föraren har en ruta i fronten på vagnen som han kan se ut genom. Som standard ingår utrustning för mörkerseende för föraren och vagnchefen.
Tornet är försett med en modifierad version av D-30 haubitsen, och har en elevation på mellan +70° och -3°. Sidriktningsfältet är fulla 360°, och såväl elevation som vridning sköts elektriskt med manuella nödkontroller. Eldröret är försett med en mynningsbroms modell dubbla tallrikar och krutgasejektor. Spränggranaten som är standard väger 21,72 kg och har en räckvidd om 15 300 meter. En spränggranat med raketmotor finns också, vilken ökar räckvidden till 21 900 meter. Förutom dessa finns även kemiska granater, lysgranater, rökgranater och pilstabiliserade pansarspränggranater. De sistnämnda är tänkt som en nödlösning om vagnen stöter på fientligt pansar. Även en laserstyrd artilleriprojektil, med beteckningen Kitolov-2, finns, denna har en räckvidd på 12 000 meter. Normal ammunitionslast består av 40 projektiler.

## Varianter
Några ryska pjäsbärande versioner förekommer inte, men ett antal polska varianter finns. En moderniserad vagn går under beteckningen 2S1T Goździk, medan en variant med förbättrad amfibisk förmåga går under beteckningen 2S1M Goździk. En projekterad variant med en 120 mm granatkastare finns också. Polska försvaret har också planer på att bygga om vissa till pansarskyttefordon, under beteckningen LPG.
I Sovjet har chassiet använts för ett antal olika projekt. Bland dessa kan nämnas:
- MT-LBus pjäsplats- och spaningsvagn.
- MTK-2 minröjningsvagn.
- RKhM kemisk spaningsvagn.

## Användning
Gvozdika har varit i strid ett antal gånger, såväl i rysk tjänst som hos andra stater. I rysk tjänst har den deltagit i både Första Tjetjenienkriget och Andra Tjetjenienkriget, samt i Kriget i Georgien 2008. Vagnen har också stridit för flera olika användare i Jugoslaviska krigen.

## Användare

### Nuvarande användare
- Algeriet - 145
- Angola
- Armenien - 10
- Azerbajdzjan - 15
- Bosnien och Hercegovina - 5
- Belarus - 246
- Bulgarien - 506
- Kuba
- Kroatien - 9, ska ersättas med Panzerhaubitze 2000 eller Bofors Artillerisystem 08
- Eritrea - 20
- Etiopien
- Finland - 72 (under beteckningen 122 PsH 74)
- Ungern - 0
- Iran
- Irak
- Kazakstan - 10
- Libyen
- Polen - 533
- Rumänien - 48
- Serbien - 72
- Slovakien - 49
- Syrien - 400
- Ukraina - 638
- Uruguay - 12
- Uzbekistan
- Vietnam
- Jemen
- Zimbabwe - 12
- Georgien

### Före detta användare
- Tjeckien - Ur tjänst i början på 2000-talet.
- Ryssland - Ersätts av 2S19 och 2S9 sedan 2007.
- Slovenien - 8 vagnar i malpåse.